# Паньшино (Вологодская область)
Паньшино — деревня в Вытегорском районе Вологодской области.
Входит в состав Андомского сельского поселения (с 1 января 2006 года по 9 апреля 2009 года входила в Тудозерское сельское поселение), с точки зрения административно-территориального деления — в Тудозерский сельсовет.
Расположена на берегу Тудозера. Расстояние до районного центра Вытегры по автодороге — 25,5 км, до центра муниципального образования села Андомский Погост по прямой — 12 км. Ближайшие населённые пункты — Гонгинская, Насонова, Пустошь, Щекино.
По переписи 2002 года население — 2 человека.